# National Football Conference
A National Football Conference (NFC) az NFL két konferenciája közül az egyik. 1970-ben jött létre, mikor az NFL egyesült riválisával, az AFL-lel. Az újonnan érkezett csapatokból hozták létre a másik konferenciát, az American Football Conference-t. Az NFC a régi NFL-es csapatokból alakult ki, kivéve hármat, a Cleveland Brownst, a Pittsburgh Steelerst, és a Baltimore Coltsot, amelyeket az AFC-be soroltak be.

## Jelenlegi csapatok
A konferencia 4 csoportra van felosztva: NFC East, NFC North, NFC South, NFC West. A konferenciához legutoljára a Seattle Seahawks csapata csatlakozott 2002-ben, mikor átszervezték a ligát.
A konferencia győztese a George Halas Trophyt kapja meg, amely az AFC győztesével mérkőzik meg a Super Bowlon.
| Divízió | Csapat                | Város                  | Stadion                 |
| ------- | --------------------- | ---------------------- | ----------------------- |
| East    | Dallas Cowboys        | Arlington, TX          | AT&T Stadion            |
| East    | New York Giants       | East Rutherford, NJ    | MetLife Stadion         |
| East    | Philadelphia Eagles   | Philadelphia, PA       | Lincoln Financial Field |
| East    | Washington Commanders | Landover, MD           | Northwest Stadion       |
| North   | Chicago Bears         | Chicago, IL            | Soldier Field           |
| North   | Detroit Lions         | Detroit, MI            | Ford Field              |
| North   | Green Bay Packers     | Green Bay, WI          | Lambeau Field           |
| North   | Minnesota Vikings     | Minneapolis, MN        | U.S. Bank Stadion       |
| South   | Atlanta Falcons       | Atlanta, GA            | Mercedes-Benz Stadion   |
| South   | Carolina Panthers     | Charlotte, NC          | Bank of America Stadion |
| South   | New Orleans Saints    | New Orleans, LA        | Caesars Superdome       |
| South   | Tampa Bay Buccaneers  | Tampa, FL              | Raymond James Stadion   |
| West    | Arizona Cardinals     | Glendale (Arizona), AZ | State Farm Stadion      |
| West    | Los Angeles Rams      | Inglewood, CA          | SoFi Stadion            |
| West    | San Francisco 49ers   | Santa Clara, CA        | SoFi Stadion            |
| West    | Seattle Seahawks      | Seattle, WA            | Lumen Field             |